# Kjell Ola Dahl
Kjell Ola Dahl(nacido en Gjøvik, 4 de febrero de 1958) es un escritor noruego, conocido por sus novelas policíacas protagonizadas por el comisario Gunnarstranda y el detective Frølich. 
Debutó en 1993 con la novela Dødens Investeringer, en la que aparecen estos dos personajes por primera vez.
Además, es coguionista de una película noruega llamada "Vinterland".

### En español
- 2006,  La muerte en una noche de verano
- 2008, Un muerto en el escaparate
- 2010, Un paso en falso

### En noruego
- 1993, Dødens investeringer – Lethal Investments
- 1994, Seksognitti
- 1996, Miniatyren
- 1998, Siste skygge av tvil
- 2000, En liten gyllen ring – The Last Fix
- 2001, Mannen i vinduet  – The Man in the Window
- 2002, Gjensynsgleder - love stories
- 2003, Lille tambur
- 2004, Venezia – forfatterens guide – a travel guide
- 2005, Den fjerde raneren The Fourth Man
- 2006, Lindeman & Sachs
- 2007, Svart engel
- 2008, Lindemans tivoli
- 2010, Kvinnen i plast